# TTT Riga
TTT Riga, známá též pod názvem Daugava Riga, je původně sovětský, dnes lotyšský ženský basketbalový klub z města Riga. Založen byl v roce 1958. V šedesátých a sedmdesátých letech 20. století se jednalo o nejlepší evropský ženský basketbalový klub – během tohoto období tým vyhrál celkem 18× Pohár mistrů evropských zemí.

## Název
Zkratka TTT pochází z názvu „Трамвайно-Троллейбусный Трест“, v překladu „Tramvajovo-trolejbusový trust“. Šlo tedy původně o klub působící v rámci rižského dopravního podniku.

## Historie
Pod vedením slavného lotyšského basketbalového hráče a trenéra Olgertse "Bohumse" Altbergse, TTT Riga dobyla svůj první evropský titul v sezóně 1959/60, kdy vyhrála Pohár mistrů evropských zemí (od roku 1997 známý jako Euroliga žen). Během dalších 22 let klub přidal dalších 17 evropských titulů, včetně 12 po sobě jdoucích titulů z let 1964–1975. Hráčky jako Dzidra Uztupe-Karamisevová, Vita Silinová-Luková (Karpovová), Dzintra Kiepeová-Bakaová a další přenášely ženský basketbal na novou úroveň. V roce 1965 do klubu ve věku 13 let přišla Uljana Semjonovová, obecně považovaná za nejlepší hráčku své doby. V 18 sezónách mezinárodních soutěží Uljana Semjonovová nikdy neprohrála zápas, do kterého nastoupila – záznam, který se téměř jistě již nikdy nepodaří zopakovat.
Konec 80. let a 90. léta však znamenaly výrazný úpadek slavného klubu. Nejlepší lotyšské hráčky v čele se Semjonovovou odešly do zahraničí a pokračovaly ve svých profesionálních kariérách ve Francii, Španělsku či Itálii. Teprve deset let poté, co Lotyšsko získalo nezávislost, se klub znovu zúčastnil evropských pohárů – byl účastníkem Poháru Ronchettiové v roce 2001. Další účast následovala až o pět let později.
Teprve podzim 2006 přinesl zlom v historii klubu. Nové vedení a nový management zahájily dlouhodobou práci s cílem opět přivést do kdysi slavného klubu nejlepší lotyšské hráčky, také přišly první zahraniční internacionálky - například brazilská hvězda WNBA Iziane Castro Marquesová. V dalších letech se klub třikrát zúčastnil Euroligy, do play-off však nikdy nepostoupil.